# 梅根·考莉森
梅根·考莉森（Meghan Collison；1988年2月2日—），加拿大超級名模。她是高級時裝品牌：Prada、Balenciaga、D&G的代言人。梅根上過Vogue Italia、i-D及V等雜誌封面或內頁，也有參與Lanvin、Chanel、Yves Saint Laurent等著名時裝及奢侈品的時裝展。